# Jubbayn
Jubbayn (tiếng Ả Rập: جبين) là một ngôi làng Syria nằm trong phó huyện Karnaz của huyện Mahardah thuộc tỉnh Hama. Theo Cục Thống kê Trung ương Syria (CBS), Jubbayn có dân số 3.488 người trong cuộc điều tra dân số năm 2004.